# Jack Robinson (calciatore 1993)
Jack Robinson (Warrington, 1º settembre 1993) è un calciatore inglese, difensore dello Sheffield Utd.

## Caratteristiche tecniche
Terzino sinistro, Robinson può giocare anche come difensore centrale.

## Carriera

### Club
Debutta da professionista con il Liverpool nella stagione 2009-2010, entrando nell'incontro Hull City-Liverpool (0-0) all'età di 16 anni e 250 giorni. Con questo ingresso in campo diventa il più giovane giocatore di sempre del Liverpool ad esordire in prima squadra.
Nella stagione 2010-2011 colleziona altre 2 presenze in massima serie, la seconda delle quali da titolare in Liverpool-Birmingham City (5-0). L'anno seguente esordisce nelle coppe europee, giocando 2 partite in Europa League.

### Nazionale
Conta numerose presenze con nazionali giovanili dell'Inghilterra. Il 13 novembre 2012 esordisce con l'Under-21 in un'amichevole.

## Statistiche

### Presenze e reti nei club
| Stagione                 | Squadra                  | Campionato               | Campionato | Campionato | Coppe nazionali | Coppe nazionali | Coppe nazionali | Coppe continentali | Coppe continentali | Coppe continentali | Altre coppe | Altre coppe | Altre coppe | Totale | Totale |
| Stagione                 | Squadra                  | Comp                     | Pres       | Reti       | Comp            | Pres            | Reti            | Comp               | Pres               | Reti               | Comp        | Pres        | Reti        | Pres   | Reti   |
| ------------------------ | ------------------------ | ------------------------ | ---------- | ---------- | --------------- | --------------- | --------------- | ------------------ | ------------------ | ------------------ | ----------- | ----------- | ----------- | ------ | ------ |
| 2009-2010                | Liverpool                | PL                       | 1          | 0          | FACup+CdL       | 0               | 0               | UEL                | 0                  | 0                  |             | -           | -           | 1      | 0      |
| 2010-2011                | Liverpool                | PL                       | 2          | 0          | FACup+CdL       | 0               | 0               | UEL                | 0                  | 0                  |             | -           | -           | 2      | 0      |
| 2011-2012                | Liverpool                | PL                       | 0          | 0          | FACup+CdL       | 0+2             | 0               |                    | -                  | -                  |             | -           | -           | 2      | 0      |
| 2012-feb. 2013           | Liverpool                | PL                       | 0          | 0          | FACup+CdL       | 2+2             | 0               | UEL                | 2                  | 0                  |             | -           | -           | 6      | 0      |
| Totale Liverpool         | Totale Liverpool         | Totale Liverpool         | 3          | 0          |                 | 6               | 0               |                    | 2                  | 0                  |             | -           | -           | 11     | 0      |
| feb.-giu. 2013           | Wolverhampton            | FLC                      | 11         | 0          |                 | -               | -               |                    | -                  | -                  |             | -           | -           | 11     | 0      |
| 2013-2014                | Blackpool                | FLC                      | 34         | 0          | FACup+CdL       | 1+1             | 0               |                    | -                  | -                  |             | -           | -           | 36     | 0      |
| 2014-2015                | Huddersfield Town        | FLC                      | 30         | 0          | FACup+CdL       | 1+0             | 0               |                    | -                  | -                  |             | -           | -           | 31     | 0      |
| 2015-2016                | QPR                      | FLC                      | 1          | 0          | FACup+CdL       | 0               | 0               |                    | -                  | -                  |             | -           | -           | 1      | 0      |
| 2016-2017                | QPR                      | FLC                      | 7          | 0          | FACup+CdL       | 0               | 0               |                    | -                  | -                  |             | -           | -           | 7      | 0      |
| 2017-2018                | QPR                      | FLC                      | 31         | 2          | FACup+CdL       | 1+2             | 0               |                    | -                  | -                  |             | -           | -           | 34     | 2      |
| Totale QPR               | Totale QPR               | Totale QPR               | 39         | 2          |                 | 3               | 0               |                    | -                  | -                  |             | -           | -           | 42     | 2      |
| 2018-2019                | Nottingham Forest        | FLC                      | 38         | 2          | FACup+CdL       | 0+2             | 0               |                    | -                  | -                  |             | -           | -           | 40     | 2      |
| 2019-gen. 2020           | Nottingham Forest        | FLC                      | 18         | 0          | FACup+CdL       | 0+1             | 0               |                    | -                  | -                  |             | -           | -           | 19     | 0      |
| Totale Nottingham Forest | Totale Nottingham Forest | Totale Nottingham Forest | 56         | 2          |                 | 3               | 0               |                    | -                  | -                  |             | -           | -           | 59     | 2      |
| gen.-giu. 2020           | Sheffield Utd            | PL                       | 6          | 0          | FACup+CdL       | 3+0             | 0               |                    | -                  | -                  |             | -           | -           | 9      | 0      |
| 2020-2021                | Sheffield Utd            | PL                       | 11         | 0          | FACup+CdL       | 0+1             | 0               |                    | -                  | -                  |             | -           | -           | 12     | 0      |
| 2021-2022                | Sheffield Utd            | FLC                      | 27+2       | 3+0        | FACup+CdL       | 1+2             | 0               |                    | -                  | -                  |             | -           | -           | 32     | 3      |
| 2022-2023                | Sheffield Utd            | PL                       | 27         | 3          | FACup+CdL       | 5+0             | 0               |                    | -                  | -                  |             | -           | -           | 32     | 3      |
| Totale Sheffield Utd     | Totale Sheffield Utd     | Totale Sheffield Utd     | 71+2       | 6+0        |                 | 12              | 0               |                    | -                  | -                  |             | -           | -           | 85     | 6      |
| Totale carriera          | Totale carriera          | Totale carriera          | 246        | 10         |                 | 27              | 0               |                    | 2                  | 0                  |             | -           | -           | 275    | 10     |

## Palmarès

### Club
- Coppa di Lega inglese: 1

Liverpool: 2011-2012